# Ахмед Рамадан Думбуя
Ахмед Рамадан Думбуя (англ. Ahmed Ramadan Dumbuya) (1942) — політик та дипломат Сьєрра-Леоне. Міністр закордонних справ Сьєрра-Леоне (1990-1992) та (2001—2002). Лідер Національної об'єднаної партії.

## Життєпис
Народився у 1942 році. Закінчив середню школу та Фура-бей коледж. Після чого вступив до Вашингтонського університету, де отримав ступень Доктора політичних наук.
Після повернення в Сьєрра-Леоне став викладати в Фура-бей коледжі, де очолив департамент політичних наук та став деканом факультету економіки та соціології. Після невдалих парламентських виборів Президент Сьєрра-Леоне Джозеф Саїду Момо запропонував йому посаду Міністра закордонних справ Сьєрра-Леоне у 1990 році. Його Національна об'єднана партія на виборах 1996 року отримала місце в парламенті. Після призначення лідера партії міністром в уряді президента, Ахмед Рамадан Думбуя очолив Національну об'єднану партію. Пізніше він був вдруге призначений Міністром закордонних справ президентом Ахмад Теджан Кабба, і коли він втратив цю посаду, то він залишився депутатом парламенту, де представляв Національну об'єднану партію.